# Аркадикон
Аркадико́н (греч. Αρκαδικόν) — село в Греции. Административно относится к общине Эпидаврос в периферийной единице Арголида в периферии Пелопоннес. Расположено на высоте 240 м над уровнем моря, на юго-западном склоне гор Арахнеон (1199 м), на полуострове Пелопоннес, в 26 км к востоку от Нафплиона и к западу от Лигуриона. Площадь 18,911 км². Население 241 человек по переписи 2011 года.
Близ Аркадикона, на холме высотой 28 м, находятся руины небольшого укрепления (Ακρόπολη Καζάρμας) с каменными стенами (ширина 2,5 м, сохранившаяся высота 5,2 м) и четырьмя круглыми башнями. Сооружение датируется IV веком до н. э. и расположено на древней дороге Аргос — Нафплион — Эпидавр. Вероятно, оно построено аргивянами и, очевидно, находилось на границе древних городов-государств Аргос и Эпидавр. Главный вход находится на западе, на востоке есть ворота. Перестроено в византийскую эпоху.
Близ Аркадикона находится мост Аркадико.

## Население
| Год  | Население, человек |
| ---- | ------------------ |
| 1991 | 308                |
| 2001 | 337                |
| 2011 | ↘ 241              |